# آلتا فلایتس
آلتا فلایتس (به انگلیسی: Alta Flights) یک شرکت هواپیمایی است که در تاریخ ۱۹۸۶ میلادی تأسیس شده است.
دفتر مرکزی آلتا فلایتس در ادمونتون، آلبرتا، کانادا واقع شده‌است و قطب این شرکت هواپیمایی در فرودگاه بین‌المللی ادمونتون قرار دارد.